# 百鸟朝凤
- 關於同名电影，請見「百鸟朝凤 (电影)」。
- 關於同名乐曲，請見「百鳥朝鳳 (嗩吶曲)」。
- 關於潮汕民居，請見「百鸟朝凰」。

百鸟朝凤是一個四字成語，常作為祝福語。也是中國傳統吉祥圖案題材之一。
源于民间神话传说：凤凰原是种简朴的小鸟，它终年累月，不辞辛劳，储备食物以备不时之需。在大旱之年，曾以它辛勤劳动积累的食物拯救了濒于饿死的各种鸟类。为了感激它的救命之恩，众鸟从各自身上选了一根最漂亮的羽毛献给凤凰，凤凰从此变成了一只集圣洁、高尚、美丽于一身的神鸟，被尊为百鸟之王。每逢它生日之时会受到众鸟的朝拜和祝贺。
“百鸟朝凤”经常会用在结婚的仪式上，寓意吉祥如意，婚姻幸福。